# مویسس بیجارول
مویسس بیجارول (اسپانیایی: Moisés Villarroel‎؛ زادهٔ ۱۲ فوریهٔ ۱۹۷۶) یک بازیکن فوتبال اهل شیلی است.

## تیم ملی
وی همچنین در تیم ملی فوتبال شیلی بازی کرده‌است.